# Niels Henrik Gregersen
Niels Henrik Gregersen (født 16. juni 1956) er en dansk teolog og professor.
Gregersen var 1984-2003 ansat ved Aarhus universitet og blev 2004 udnævnt til professor i systematisk teologi ved Københavns Universitet.